# آدام یوهان فون کروسنسترن
آدام یوهان فون کروسنسترن (روسی: Ива́н Фёдорович Крузенште́рн؛ ۱۰ اکتبر ۱۷۷۰ – ۱۲ اوت ۱۸۴۶) فرد نظامی اهل امپراتوری روسیه بود.
وی همچنین برندهٔ جوایزی همچون پور لی میریت شده‌است.